# جواز قتل (فیلم ۱۹۸۴)
جواز قتل (انگلیسی: License to Kill) فیلمی است که در سال ۱۹۸۴ منتشر شد. از بازیگران آن می‌توان به جیمز فارنتینو اشاره کرد.